# Luis de Aragón
Luis de Aragón (en italiano Luigi o Ludovico d'Aragona; Nápoles, 1475 - Roma, 21 de enero de 1519) fue un noble y eclesiástico napolitano. 

## Biografía
Fue hijo del marqués de Gerace Enrique de Aragón, hijo natural del rey Fernando I de Nápoles, y de Polissena Centelles, hija de los marqueses de Crotone, 
aunque erróneamente algunos autores lo hacen hijo de Alfonso II y de Hipólita María Sforza, basándose en que en su epitafio se le menciona como nieto de Fernando I y biznieto de Alfonso V de Aragón. A los cuatro años de edad, cuando su padre fue envenenado, heredó los títulos de nobleza de su casa y el cargo de Gran Protonotario de Nápoles.
En 1492 se casó en Roma con Battistina Usodimare Cybo, hija del patricio genovés Gerardo Usodimare, prima del cardenal Innocenzo Cybo y nieta del papa Inocencio VIII, pero dos años después Alejandro VI disolvió el matrimonio para permitir que Luis tomara el estado eclesiástico con la promesa de ser elevado al cardenalato, según lo estipulado en la alianza establecida entre el rey de Nápoles y el papa.  Se equivocan los autores que mencionan que entró en religión por la muerte de su esposa, pues Battistina se casó después con el genovés Pietro de' Mari.
Tras renunciar a los estados de su casa en favor de su hermano Carlo, en 1494 fue tonsurado por el arzobispo de Nápoles Alessandro Carafa y trasladado a Roma, donde se le nombró protonotario apostólico; creado cardenal in pectore en el consistorio de mayo de 1494, su nombramiento fue hecho público dos años después, recibiendo el título de Santa Maria en Cosmedin. 
A lo largo de los años siguientes desempeñó durante diversos periodos la administración de las diócesis de Lecce, Policastro, Aversa, Capaccio, Cava de Tirreno, Cádiz, León, Alessano y Nardó, fue abad comendatario de los monasterios de Santa Maria d'Altilia en Calabria, Santa Maria d'Anzi y Monte Vergine, y diácono de Santa Maria in Aquiro, y participó en los cónclaves de septiembre y octubre de 1503 en que fueron elegidos Pío III y Julio II y en el de 1513 en que salió papa León X. Nunca llegó a recibir la consagración episcopal.
Paralelamente a su carrera eclesiástica fue testigo, y a menudo actor, de los principales acontecimientos políticos de su tiempo: la guerra italiana de 1494-1498, motivada por las ansias expansionistas de Carlos VIII de Francia en la península itálica, la de 1499-1501, en la que Luis XII conquistó el ducado de Milán expulsando a Ludovico y Ascanio Sforza, la de 1501-1504, en la que Francia y Aragón se aliaron para conquistar el reino de Nápoles, derrocando al rey Federico I, el ascenso y caída de César Borgia, la Guerra de la Liga de Cambrai, en la que estuvieron involucradas todas las potencias europeas, el concilio cismático de Pisa de 1511 y el consecuente Concilio de Letrán V del año siguiente, el proceso seguido contra los cardenales Alfonso Petrucci y Bandinello Sauli por intentar asesinar al papa, o el auge de Martín Lutero. 
Crecido en el ambiente del Renacimiento italiano, entre 1517 y 1518 realizó un largo viaje por Austria, Alemania, Países Bajos y Francia, del que su secretario Antonio de Beatis dejó escrita una relación; también fue protector de artistas y literatos, entre ellos Gian Giorgio Trissino y Pedro Mártir de Anglería, y asiduo participante del carnaval romano.

Su monumento fúnebre en Santa Maria sopra Minerva.

Fallecido en Roma a los 45 años de edad, fue sepultado en la iglesia de Santa Maria sopra Minerva.